# Uuno Takki

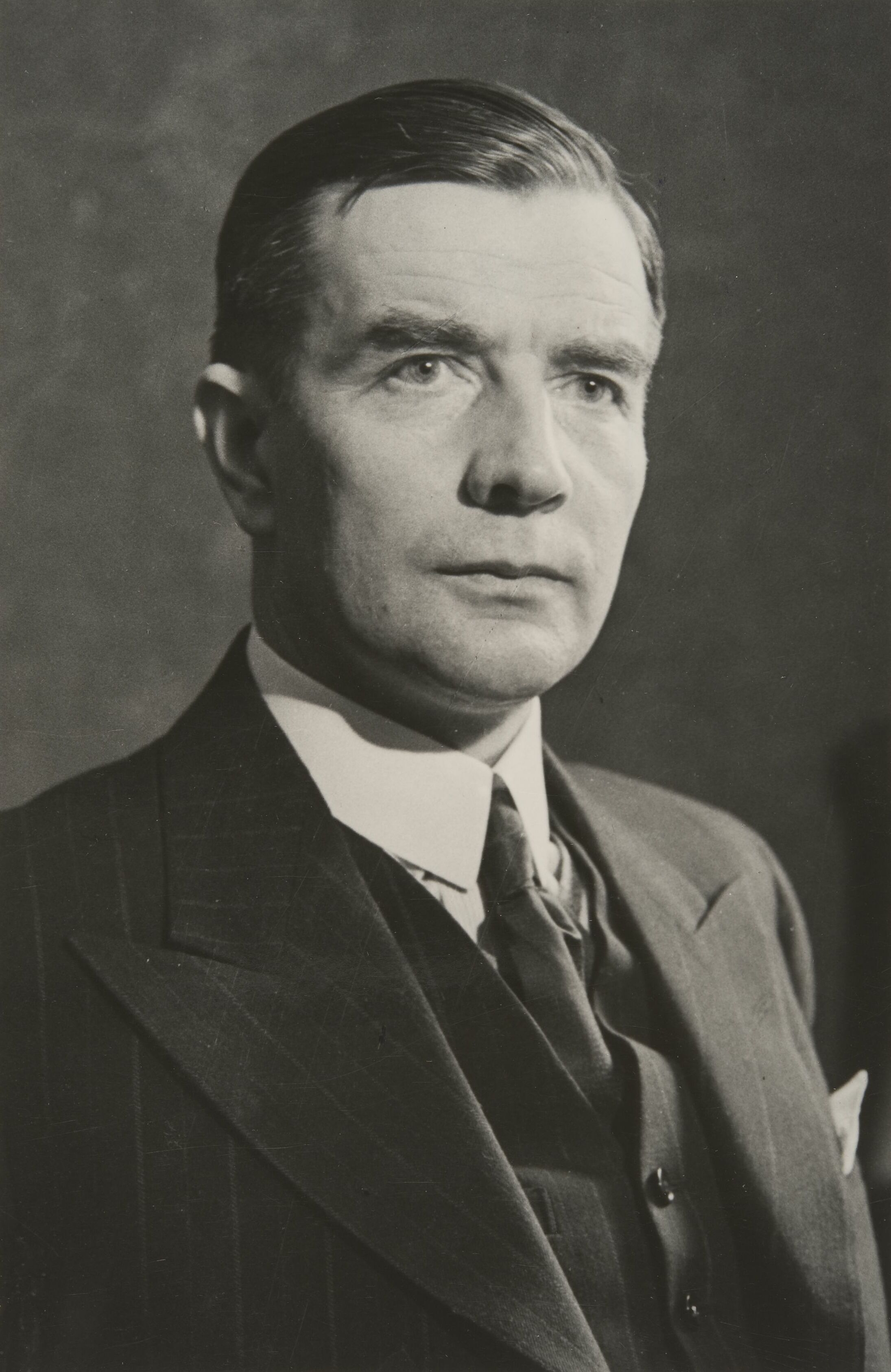
Uuno Takki vid slutet av 1940-talet.

Uuno Kristian Takki, född 12 april 1901 i Kotka, död 15 september 1968 i Helsingfors, var en finländsk kooperativ företagsledare och politiker.
Takki blev ekonomie kandidat 1927 och juris licentiat 1949. Han var 1927–1938 anställd vid Konsumtionsandelslagens centralförbund och 1938–1942 stadsdirektör i Lahtis samt 1942–1952 administrativ direktör vid OTK och dess koncernchef 1952–1966.
Han blev 1942 medlem av J.W. Rangells regering som handels- och industriminister (sedan Väinö Tanner hade blivit finansminister), en post han innehade också i ministären Linkomies och flera av efterkrigsregeringarna fram till 1950. Takki var även undervisningsminister 1944–1945 samt biträdande folkförsörjningsminister 1945–1946. Han satt i riksdagen 1945–1952 och 1966–1968 (soc.dem.).
Han erhöll bergsråds titel 1957.

## Utmärkelser
- Kommendörstecknet av I klass av Finlands Vita Ros’ orden,  10 november 1944[1]
- Storkors av Polonia Restituta,  april 1948[2]
- Storkorset av isländska falkorden,  17 juni 1948[3]
- Kommendör med stora korset av Nordstjärneorden[4]
- Storkors av Dannebrogorden[4]
- Storkors av  Vita lejonets orden[4]

[Redigera Wikidata]